# Krivaja Pustara
Krivaja Pustara falu Horvátországban Verőce-Drávamente megyében. Közigazgatásilag Crnachoz tartozik.

## Fekvése
Verőcétől légvonalban 45, közúton 58 km-re délkeletre, községközpontjától 4 km-re délre, Szlavónia középső részén, a Drávamenti-síkságon, Szuhamlaka és Milanovac között fekszik.

## Története
A régészeti leletek tanúsága szerint területe már az ókorban lakott volt. Krivaja Pustara mellett az ókorból származó fegyverek, lándzsák, kardok és nyílhegyek mellett római pénzek is előkerültek.
A mai település 19. század közepén Plesmo puszta néven mezőgazdasági majorként keletkezett Szuhamlaka déli, Krivaja nevű határrészén. 1880-ban 157, 1910-ben 213 lakosa volt. 1910-ben a népszámlálás adatai szerint lakosságának 52%-a magyar, 45%-a horvát, 3%-a német anyanyelvű volt. Verőce vármegye Nekcsei járásának része volt. Az első világháború után 1918-ban az új szerb-horvát-szlovén állam, majd később (1929-ben) Jugoszlávia része lett. 1991-ben lakosságának 53%-a szerb, 47%-a horvát nemzetiségű volt. 1993-ban a független horvát állam keretei között újra megalakult önálló Crnac község része lett. 2011-ben 3 lakosa volt.

## Lakossága
| Lakosság változása | Lakosság változása | Lakosság változása | Lakosság változása | Lakosság változása | Lakosság változása | Lakosság változása | Lakosság változása | Lakosság változása | Lakosság változása | Lakosság változása | Lakosság változása | Lakosság változása | Lakosság változása | Lakosság változása | Lakosság változása |
| ------------------ | ------------------ | ------------------ | ------------------ | ------------------ | ------------------ | ------------------ | ------------------ | ------------------ | ------------------ | ------------------ | ------------------ | ------------------ | ------------------ | ------------------ | ------------------ |
| 1857               | 1869               | 1880               | 1890               | 1900               | 1910               | 1921               | 1931               | 1948               | 1953               | 1961               | 1971               | 1981               | 1991               | 2001               | 2011               |
| 0                  | 0                  | 157                | 152                | 141                | 213                | 188                | 191                | 134                | 165                | 151                | 89                 | 47                 | 30                 | 7                  | 3                  |

(1880-tól településrészként, 1953-tól önálló településként.)